# モーツァルト効果
モーツァルト効果（モーツァルトこうか、英: Mozart effect）とは、モーツァルトに代表されるクラシック音楽を聴くと頭が良くなる、と主張される効果。
1990年代に行われた心理学研究に端を発するが、徐々に拡大解釈されるようになり、現在では音楽産業や教育分野で消費者の関心を惹くために喧伝されることが多い。「The Mozart effect」は米国のドン・キャンベルによって商標登録されている。

## 研究史
モーツァルトの音楽が心身に影響を及ぼすことは、1991年に出版されたフランスの耳鼻科医アルフレッド･トマティスの著書にすでに記述されていたが、一般に知られるようになったきっかけは、1993年にカリフォルニア大学アーバイン校の心理学者フランシス・ラウシャーらが学術誌『ネイチャー』に発表したレターである。この論文においてラウシャーらは、モーツァルトの『2台のピアノのためのソナタ ニ長調』K.448を学生に聞かせたところ、他の音楽を聞かせたり、または何も音楽を聞かせなかった学生よりも、スタンフォード・ビネー式知能検査の空間認識テストにおいて高い成績を示すこと、ただしこの効果は音楽を聴いて10分から15分程度だけ見られる限定的なものであることを報告した。この効果は「モーツァルト効果」と名づけられ、新聞等で広く報道された。
1990年代後半には、ラウシャーらの結果を肯定または否定する、多くの研究が行われた。1998年にラウシャーらはラットを用いたT字型迷路試験 (T-maze) を行い、『2台のピアノのためのソナタ』を聞かせたラットはフィリップ・グラスの曲を聞かせたラットよりも早く迷路を抜け出すことを見出し、モーツァルトの楽曲は脳を直接刺激していると結論した。一方、ラウシャーらの結果は単に音刺激によって脳が覚醒、あるいは心的状態が変化したためとする反論も多く行われた。1999年、ハーバード大学のクリストファー・チャビスによって、モーツァルト効果はモーツァルトの楽曲以外でも生じることが、またアパラチア州立大学のケネス・スティールらによって1993年のラウシャーらの結果は再現できないことがネイチャー誌上で報告された。研究者間の論争は2006年現在でも学術誌上で続けられている。

## 影響
1996年、米国のドン・キャンベルは「The Mozart Effect」を商標として登録し、翌1997年から一連の著書やCD でモーツァルト効果を大々的に宣伝し始めた。この中で、キャンベルはラウシャーらの研究結果を拡大解釈し、モーツァルトの楽曲を聞くと心身の健康や創造性が向上し、さらにはエイズや糖尿病、各種アレルギーにも効果があると宣伝した。
1998年、当時ジョージア州知事であったゼル・ミラーは、議会内でベートーヴェンの「歓喜の歌」を流しながら、州内で生まれたすべての子供にクラシックCDを贈るために 105,000 ドルの予算を議会に対して請求した。同様の法案はテネシー州でも提出された。2006年の論文においてラウシャーは、モーツァルト効果と教育を関連づけることにきわめて慎重であるべきだと主張した。
音楽と知性の関連についての多数の研究費申請が続いたため、 ドイツ教育省は様々な分野の研究者を集めて検討をすすめ、2007年に「モーツァルト効果は存在しない」と結論づけた研究結果を発表し、音楽を聞くだけでは知能が発達しないことを示した。